# Hoplacephala schistacea
Hoplacephala schistacea är en tvåvingeart som först beskrevs av Villeneuve 1913.  Hoplacephala schistacea ingår i släktet Hoplacephala och familjen köttflugor. Inga underarter finns listade i Catalogue of Life.